# Gianni Minervini
Gianni Minervini (Italia, 21 de octubre de 1966) es un nadador italiano retirado especializado en pruebas de estilo braza, donde consiguió ser medallista de bronce mundial en 1991 en los 100 metros estilo braza.

## Carrera deportiva
En el Campeonato Mundial de Natación de 1991 celebrado en Perth (Australia), ganó la medalla de bronce en los 100 metros estilo braza, con un tiempo de 1:01.74 segundos, tras el húngaro Norbert Rósza  (oro con 1:01.45 segundos) y el británico Adrian Moorhouse (plata con 1:01.58 segundos).